# Manuel Herrero Maestre
Manuel Herrero Maestre (Villena, 10 d'octubre de 1967) és un exfutbolista i entrenador valencià. Com a jugador ocupava la posició de migcampista.

## Trajectòria
Comença a destacar a les files del Reial Múrcia CF, amb qui debuta a primera divisió a la temporada 86/87. Al club pimentoner, tot i no ser titular, hi destaca per la seua progressió, raó per la qual, quan el Murcia baixa a Segona Divisió el 1989, fitxa pel Sevilla FC.
Al conjunt andalús hi milita dues campanyes a la màxima categoria, en les quals suma 36 partits i un gol. A partir de 1991 juga amb el CE Castelló, on passa tres temporades a Segona Divisió, fins al descens del valencians a Segona B a l'estiu de 1994.
A partir d'ací, la carrera del de Villena prossegueix per equips de València i Múrcia de Segona B i Tercera, com el Llevant UE, Gandia CF, Eldense, Ontinyent CF, Pinós i Jumilla.

### Com a entrenador
Després de penjar les botes, ha seguit vinculat al món del futbol com a entrenador. Va començar dirigint al Palamós CF, i posteriorment ha estat al capdavant del filial de l'Elx CF, Vila Joiosa i CE Alcoià.
La temporada 08/09 retorna a l'Eldenc. L'any següent hi repeteix a la Vila Joiosa.